# Les Petites-Loges
Les Petites-Loges sont une commune française, située dans le département de la Marne en région Grand Est.

## Géographie
Les Petites-Loges se situent à proximité de la Montagne de Reims.
Le territoire de la commune est traversé par l'A4-A26 et l'ancienne route nationale 44.
|                 | Val-de-Vesle   |            |
| Villers-Marmery | Petites-Loges  | Sept-Saulx |
|                 | Billy-le-Grand |            |

### Hydrographie

#### Réseau hydrographique
La commune est dans la région hydrographique « la Seine du confluent de l'Oise (inclus) à l'embouchure » au sein du bassin Seine-Normandie. Elle est drainée par le canal de la Marne à l'Aisne,.
Depuis 1866, le canal de l'Aisne à la Marne reliant Berry-au-Bac à Condé-sur-Marne permet à Reims d'avoir un accès à la Marne à partir des canaux de l'Aisne. Construit à partir du 9 mars 1842, ce canal à bief de partage possède une longueur de 58 km et a permis, lorsque cette voie maritime a été reliée en 1861 par le canal de la Marne au Rhin, de former une grande ligne de navigation qui permit de relier Strasbourg à Lille en passant par le Rhin. Il est mis au gabarit Freycinet entre 1878 et 1883,.

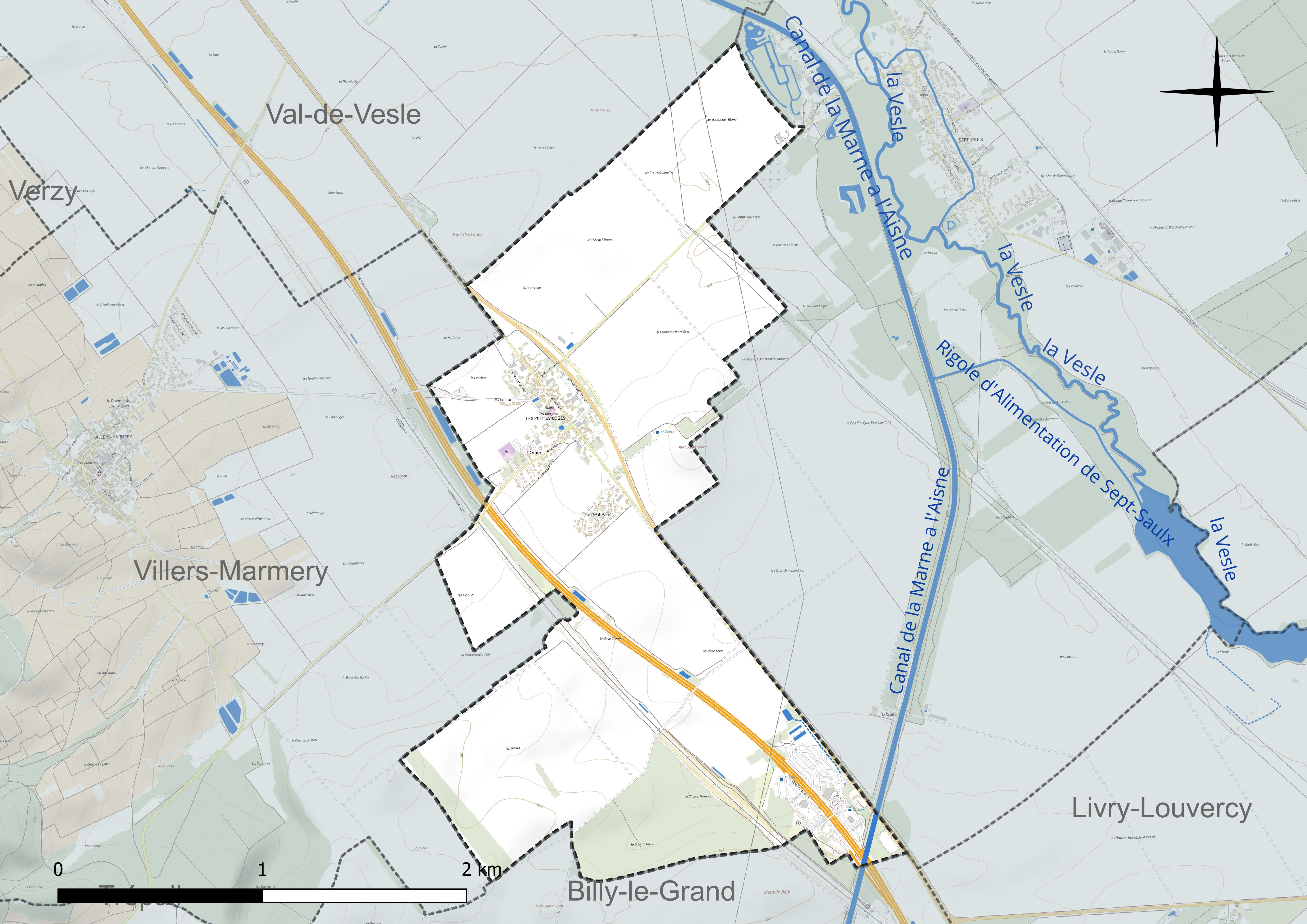
Réseau hydrographique des Petites-Loges.

#### Gestion et qualité des eaux
Le territoire communal est couvert par le schéma d'aménagement et de gestion des eaux (SAGE) « Aisne Vesle Suippe ». Ce document de planification, dont le territoire s’étend sur 3 096 km2 répartis sur trois départements (Aisne, Marne et Ardennes) et deux régions (Champagne-Ardenne et Picardie), a été approuvé le 16 décembre 2013. La structure porteuse de l'élaboration et de la mise en œuvre est le Syndicat d’aménagement des bassins Aisne Vesle Suippe (SIABAVES).
La qualité des cours d’eau peut être consultée sur un site dédié géré par les agences de l’eau et l’Agence française pour la biodiversité.

### Climat
Pour des articles plus généraux, voir Climat du Grand Est et Climat de la Marne.
En 2010, le climat de la commune est de type climat océanique dégradé des plaines du Centre et du Nord, selon une étude du Centre national de la recherche scientifique s'appuyant sur une série de données couvrant la période 1971-2000. En 2020, Météo-France publie une typologie des climats de la France métropolitaine dans laquelle la commune est exposée à un climat océanique altéré et est dans la région climatique  Nord-est du bassin Parisien, caractérisée par un ensoleillement médiocre, une pluviométrie moyenne régulièrement répartie au cours de l’année et un hiver froid (3 °C).
Pour la période 1971-2000, la température annuelle moyenne est de 10,6 °C, avec une amplitude thermique annuelle de 16,1 °C. Le cumul annuel moyen de précipitations est de 681 mm, avec 11,1 jours de précipitations en janvier et 7,9 jours en juillet. Pour la période 1991-2020, la température moyenne annuelle observée sur la station météorologique de Météo-France la plus proche, « Bouzy-Civc », sur la commune de Bouzy à 9 km à vol d'oiseau, est de 11,5 °C et le cumul annuel moyen de précipitations est de 687,5 mm. 
La température maximale relevée sur cette station est de 41,2 °C, atteinte le 25 juillet 2019 ; la température minimale est de −20,5 °C, atteinte le 16 janvier 1985,,.
Les paramètres climatiques de la commune ont été estimés pour le milieu du siècle (2041-2070) selon différents scénarios d'émission de gaz à effet de serre à partir des nouvelles projections climatiques de référence DRIAS-2020. Ils sont consultables sur un site dédié publié par Météo-France en novembre 2022.

## Urbanisme

### Typologie
Au 1er janvier 2024, Les Petites-Loges sont catégorisées commune rurale à habitat dispersé, selon la nouvelle grille communale de densité à sept niveaux définie par l'Insee en 2022.
Elle est située hors unité urbaine. Par ailleurs la commune fait partie de l'aire d'attraction de Reims, dont elle est une commune de la couronne,. Cette aire, qui regroupe 294 communes, est catégorisée dans les aires de 200 000 à moins de 700 000 habitants,.

### Occupation des sols
L'occupation des sols de la commune, telle qu'elle ressort de la base de données européenne d’occupation biophysique des sols Corine Land Cover (CLC), est marquée par l'importance des territoires agricoles (81,5 % en 2018), en diminution par rapport à 1990 (86 %). La répartition détaillée en 2018 est la suivante : 
terres arables (81,5 %), forêts (8,5 %), zones urbanisées (6,2 %), zones industrielles ou commerciales et réseaux de communication (3,8 %). L'évolution de l’occupation des sols de la commune et de ses infrastructures peut être observée sur les différentes représentations cartographiques du territoire : la carte de Cassini (XVIIIe siècle), la carte d'état-major (1820-1866) et les cartes ou photos aériennes de l'IGN pour la période actuelle (1950 à aujourd'hui).

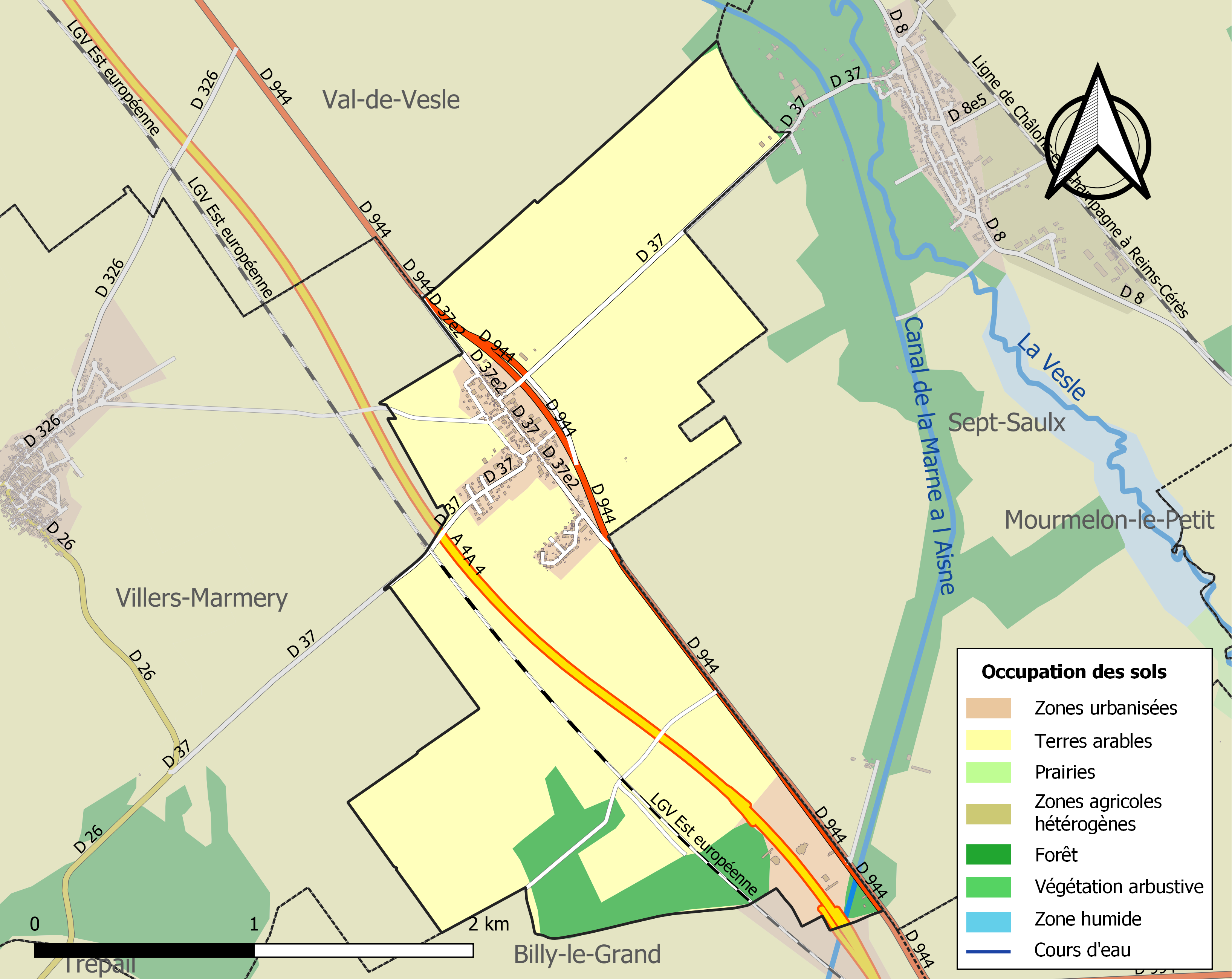
Carte des infrastructures et de l'occupation des sols de la commune en 2018 (CLC).

## Toponymie
Le nom de la localité est attesté sous les formes suivantes.
| Année | Nom                                           |
| ----- | --------------------------------------------- |
| 1090  | Lobiœ                                         |
| 1190  | Logiœ                                         |
| 1206  | Logiœ Sancti Basoli                           |
| 1214  | Lobiœ Sancti Bazoli                           |
| 1222  | Les Loges                                     |
| 1236  | Lobiœ que vocantur Sancti Bazoli              |
| 1271  | Les Logetes Sancti Bazoli                     |
| 1280  | Les Loges                                     |
| 1346  | Les Loges de Saint-Baale                      |
| 1384  | La ville des Petites Loges, les Petitez-Loges |
| 1436  | Les Petites-Loches                            |
| 1522  | Les Loges Sainct-Basle                        |
| 1525  | Parvœ Logiœ                                   |
| 1556  | Les Petittes-Loges                            |

Le village tire son nom des maisons, les loges, habitées par les bûcherons défricheurs de la forêt qui séparait le Châlonnais du Pays rémois. Jusqu'en 1742, les Loges étaient une annexe et secours de Sept-Saulx.

## Histoire

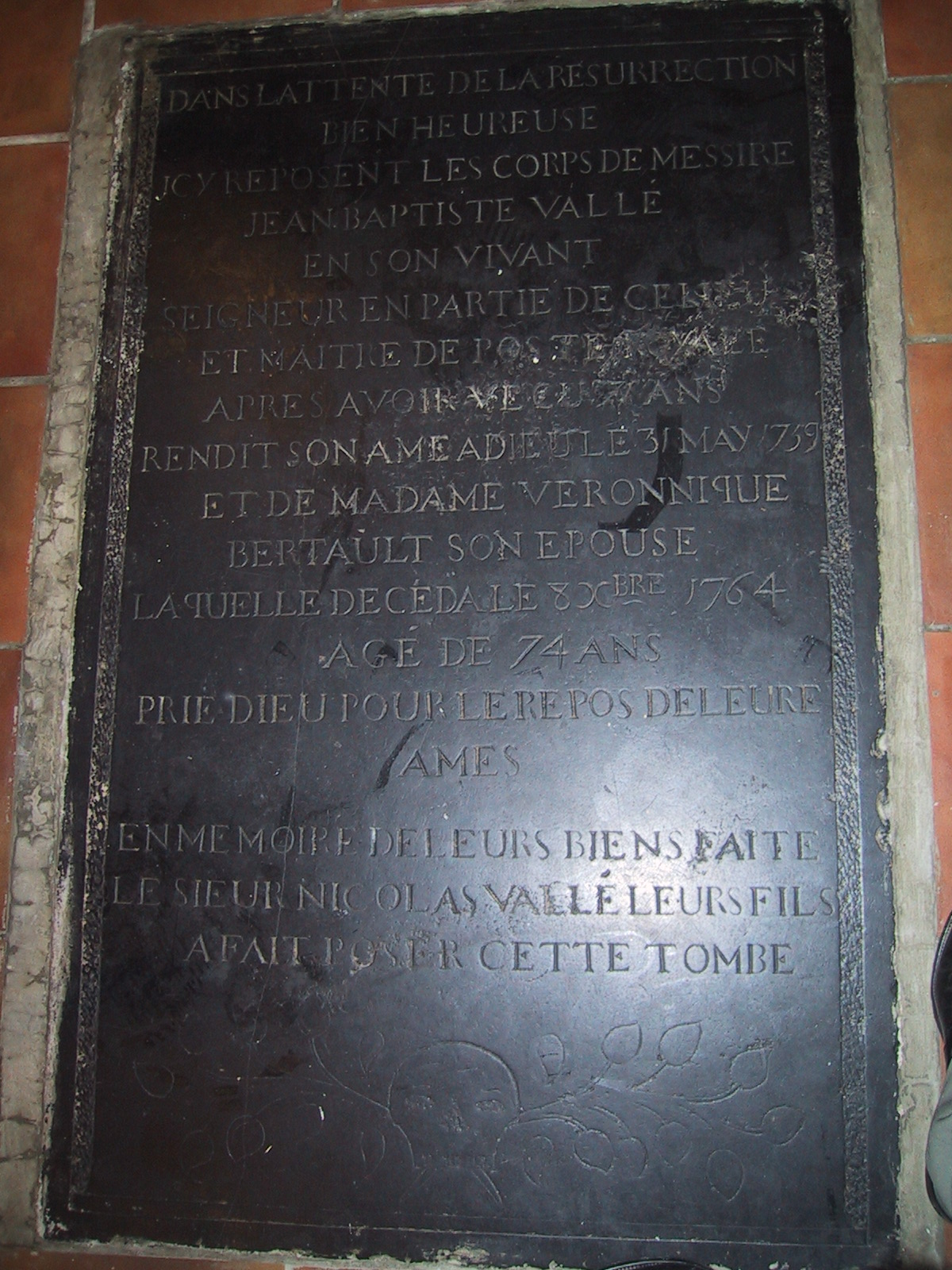

Située sur la route entre Reims et Châlons-en-Champagne la commune a longtemps disposé d’un relais de Poste aux chevaux qui fut la propriété de la famille VALLÉ pendant près de deux siècles.
Un des maitres de poste, Jean-Baptiste VALLÉ (1690-1759) est inhumé dans l’église des Petites-Loges.
Le dernier maitre de poste des Petites-Loges fut Nicolas François VALLÉ (1769-1811)
Le relais de poste disparaitra, peut-être en 1814. Il n’apparait plus sur la carte des relais établie en 1850.

## Politique et administration

### Intercommunalité
La commune, antérieurement membre de la communauté de communes Vesle-Montagne de Reims, est membre, depuis le 1er janvier 2014, de la communauté de communes Vesle et Coteaux de la Montagne de Reims.
En effet, conformément aux prévisions du schéma départemental de coopération intercommunale (SDCI) de la Marne du 15 décembre 2011, cette communauté de communes est née le 1er janvier 2014 de la fusion de trois petites intercommunalités :
- la communauté de communes des Forêts et Coteaux de la Grande Montagne (CCFCGM), qui regroupait cinq communes ;
- la communauté de communes des Rives de Prosne et Vesle (CCRPV), sauf la commune de Prosnes, soit deux communes ;
- la communauté de communes Vesle-Montagne de Reimc (CCVMR), qui regroupait neuf communes ;

auxquelles s'est joint la commune isolée de Villers-Marmery.

### Liste des maires
| Période                                  | Période                      | Identité        | Étiquette | Qualité                         |
| ---------------------------------------- | ---------------------------- | --------------- | --------- | ------------------------------- |
| Les données manquantes sont à compléter. |                              |                 |           |                                 |
| 1924                                     |                              | Henri QUENTIN   |           | Agriculteur                     |
| 1959                                     | 1983                         | André VALLÉ     |           | Agriculteur                     |
| 1983                                     |                              | Claire COMMENIL |           |                                 |
| avant 1988                               | ?                            | Jean MAUVIEUX   |           |                                 |
| 1998                                     | En cours (au 4 juillet 2014) | Raymond AYALA   |           | Réélu pour le mandat 2020-2026, |

## Démographie
L'évolution du nombre d'habitants est connue à travers les recensements de la population effectués dans la commune depuis 1800. Pour les communes de moins de 10 000 habitants, une enquête de recensement portant sur toute la population est réalisée tous les cinq ans, les populations de référence des années intermédiaires étant quant à elles estimées par interpolation ou extrapolation. Pour la commune, le premier recensement exhaustif entrant dans le cadre du nouveau dispositif a été réalisé en 2006.

En 2022, la commune comptait 483 habitants, en évolution de −1,43 % par rapport à 2016 (Marne : −1,19 %, France hors Mayotte : +2,11 %).
| 1800 | 1806 | 1821 | 1831 | 1836 | 1841 | 1846 | 1851 | 1856 |
| ---- | ---- | ---- | ---- | ---- | ---- | ---- | ---- | ---- |
| 169  | 165  | 179  | 224  | 231  | 234  | 456  | 275  | 357  |

| 1861 | 1866 | 1872 | 1876 | 1881 | 1886 | 1891 | 1896 | 1901 |
| ---- | ---- | ---- | ---- | ---- | ---- | ---- | ---- | ---- |
| 251  | 249  | 214  | 210  | 192  | 189  | 203  | 207  | 200  |

| 1906 | 1911 | 1921 | 1926 | 1931 | 1936 | 1946 | 1954 | 1962 |
| ---- | ---- | ---- | ---- | ---- | ---- | ---- | ---- | ---- |
| 206  | 202  | 191  | 205  | 204  | 177  | 158  | 171  | 159  |

| 1968 | 1975 | 1982 | 1990 | 1999 | 2006 | 2011 | 2016 | 2021 |
| ---- | ---- | ---- | ---- | ---- | ---- | ---- | ---- | ---- |
| 145  | 140  | 149  | 417  | 416  | 437  | 479  | 490  | 487  |

| 2022 | - | - | - | - | - | - | - | - |
| ---- | - | - | - | - | - | - | - | - |
| 483  | - | - | - | - | - | - | - | - |

## Lieux et monuments

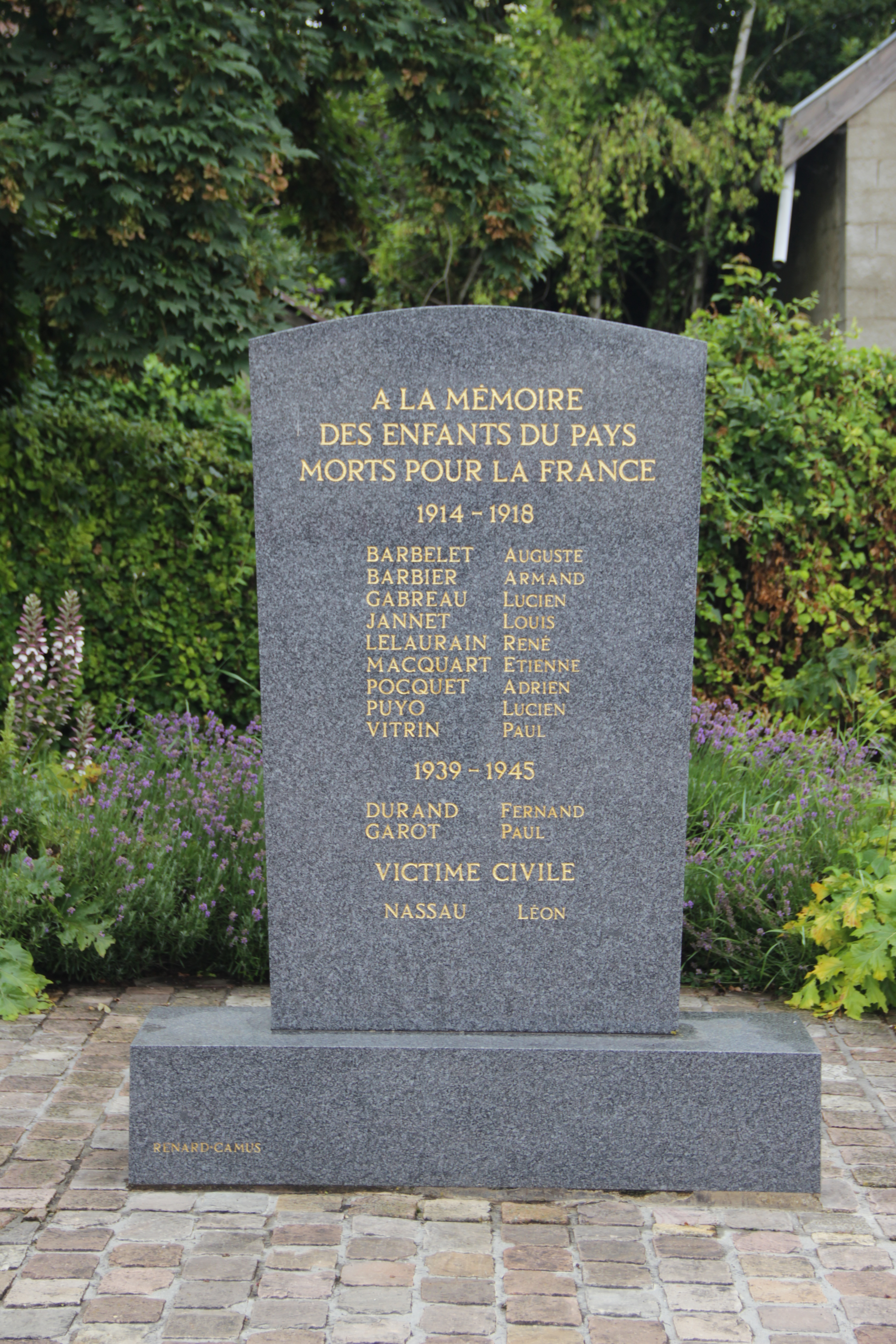
Le monument aux morts des Petites-Loges
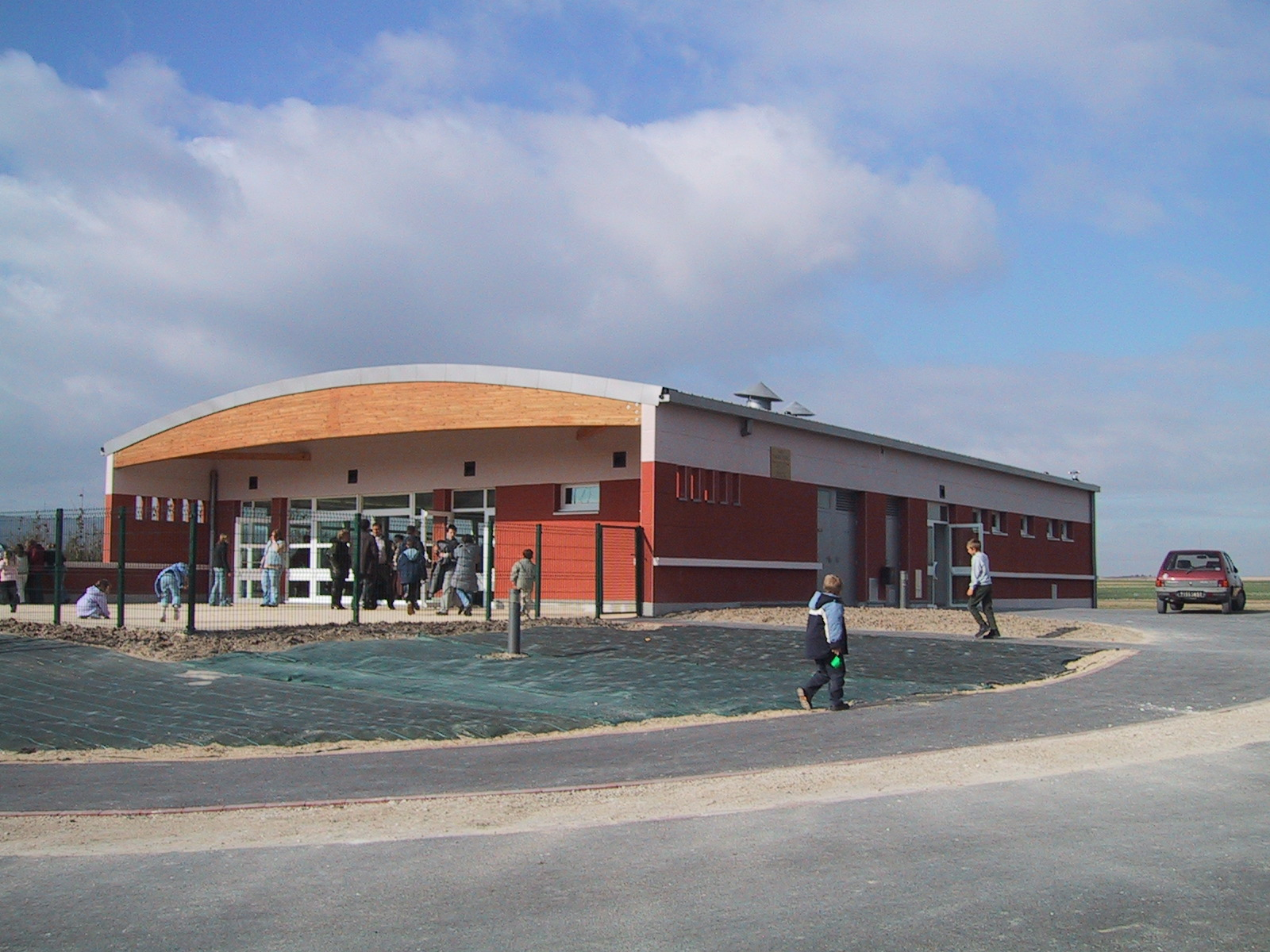
Le complexe d'activités André VALLÉ inauguré le 25 octobre 2003
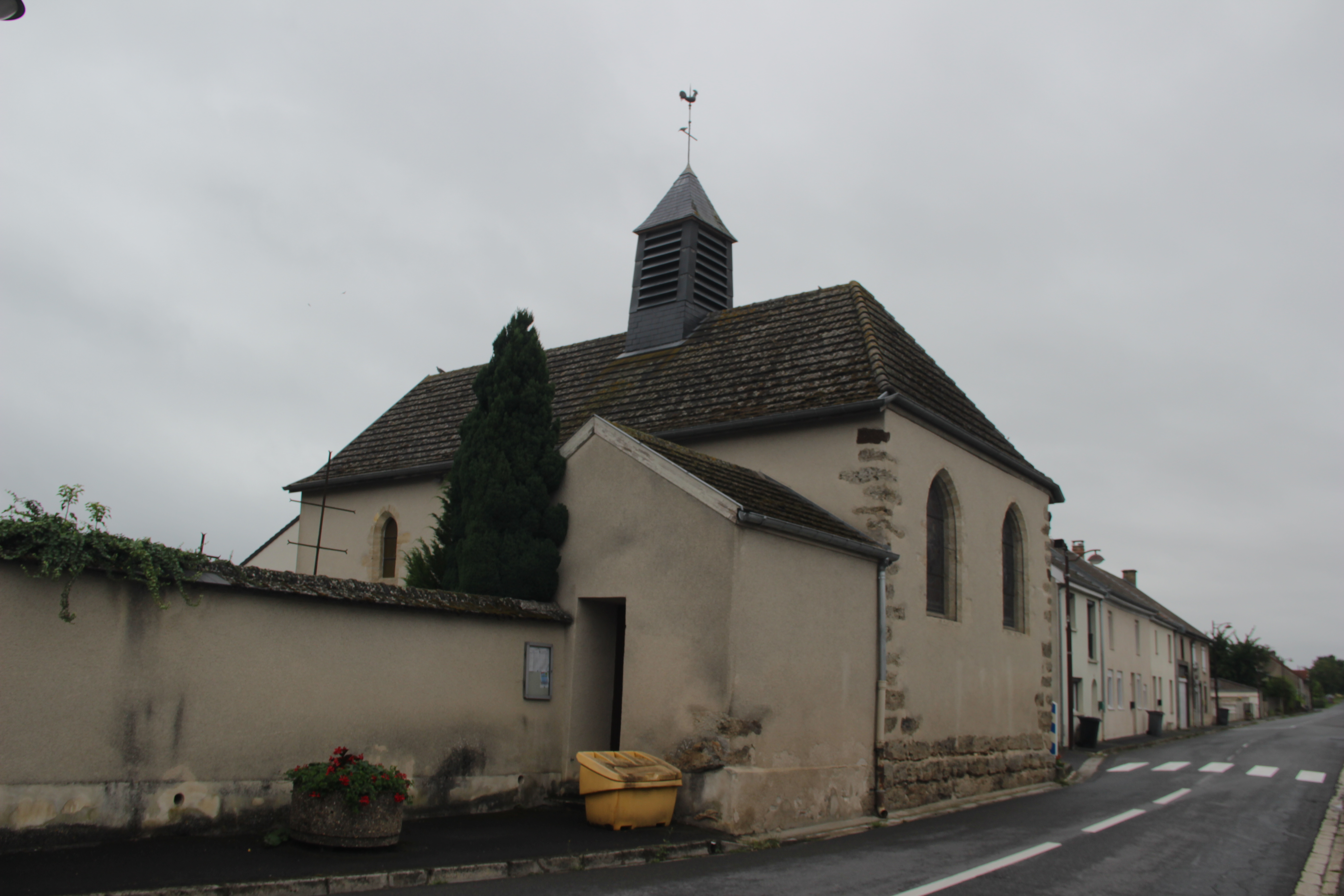
L'église des Petites-Loges
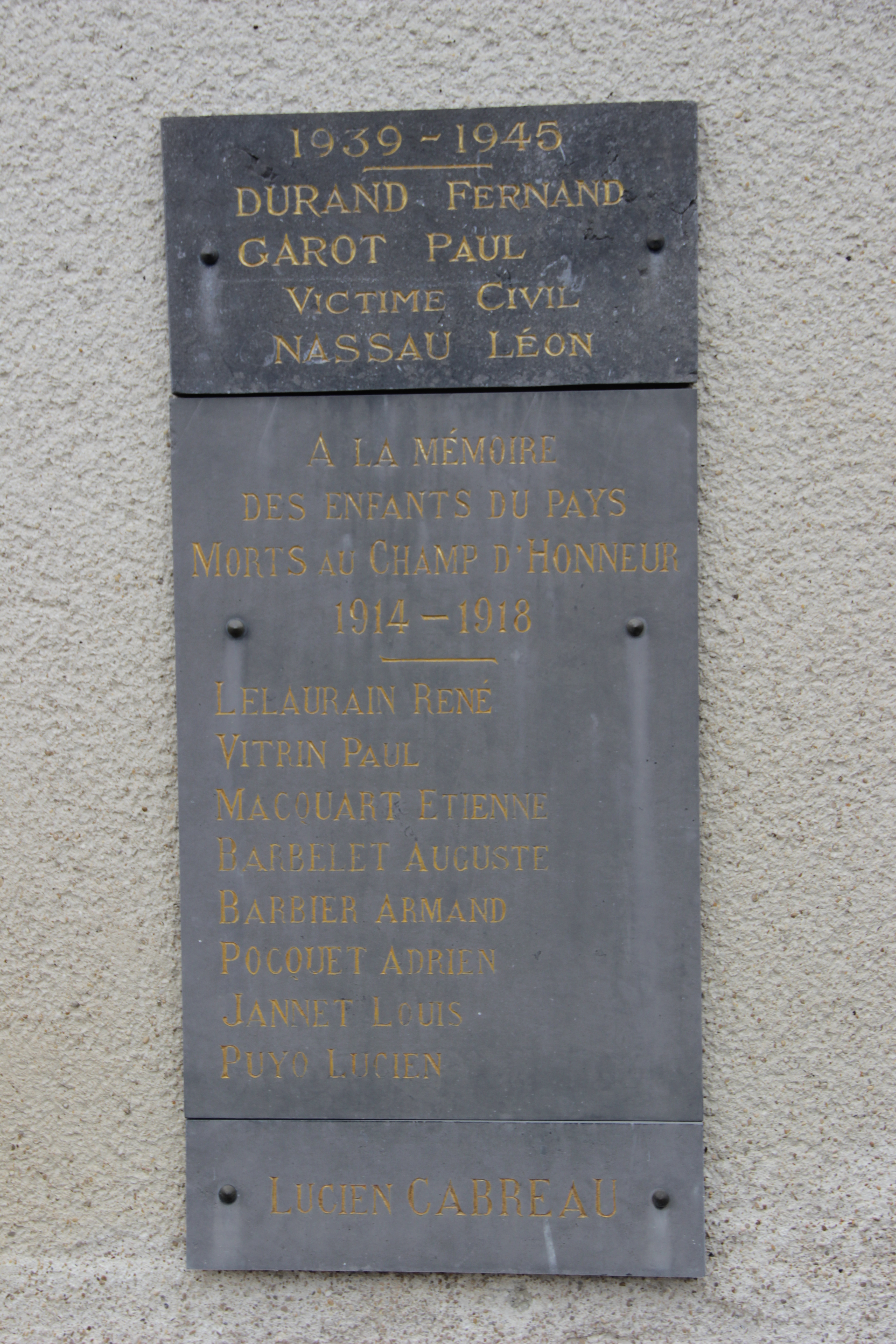
Plaque sur l'église des Petites-Loges
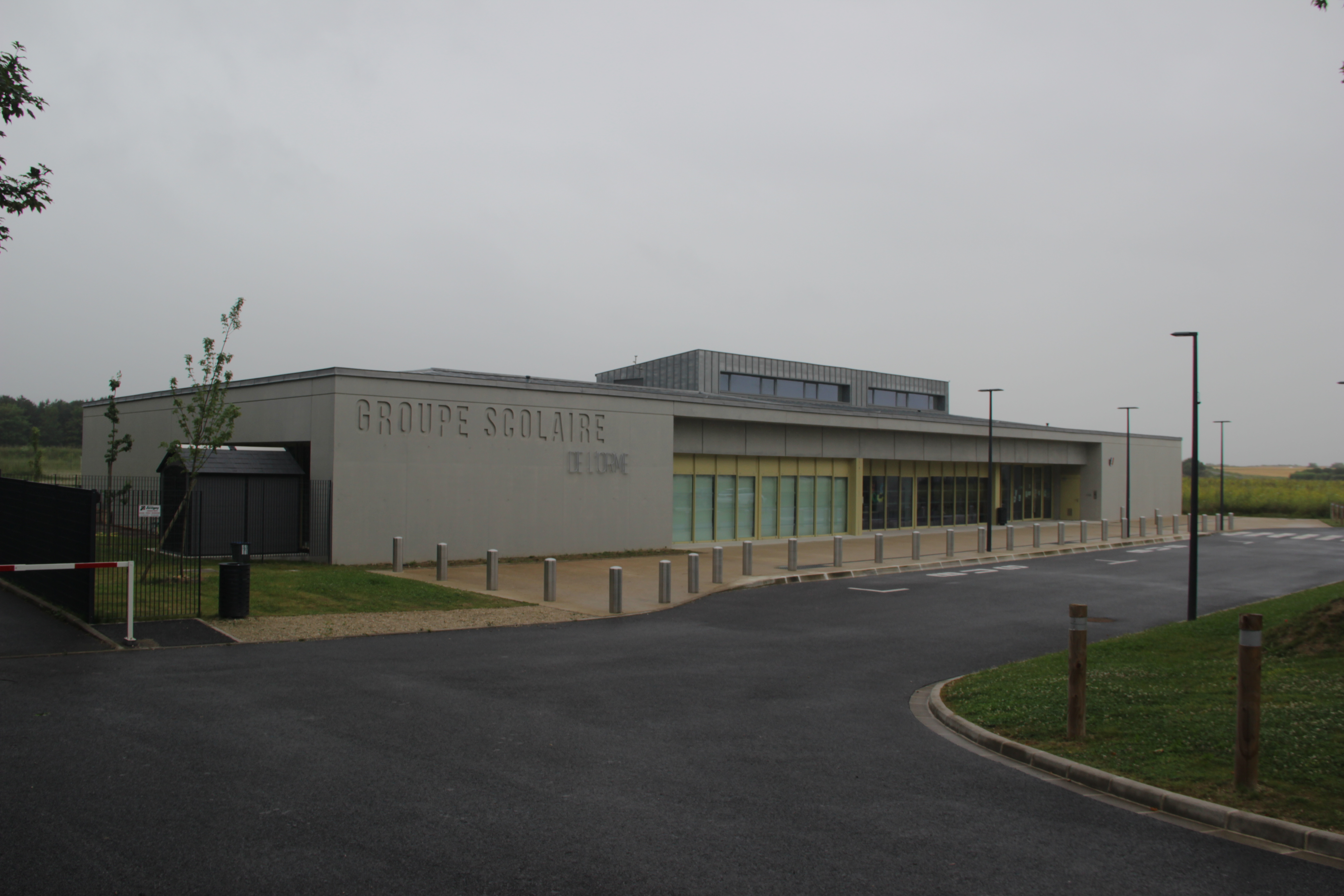
Le groupe scolaire de l'Orme

## Vues d'autrefois

Cartes postales anciennes
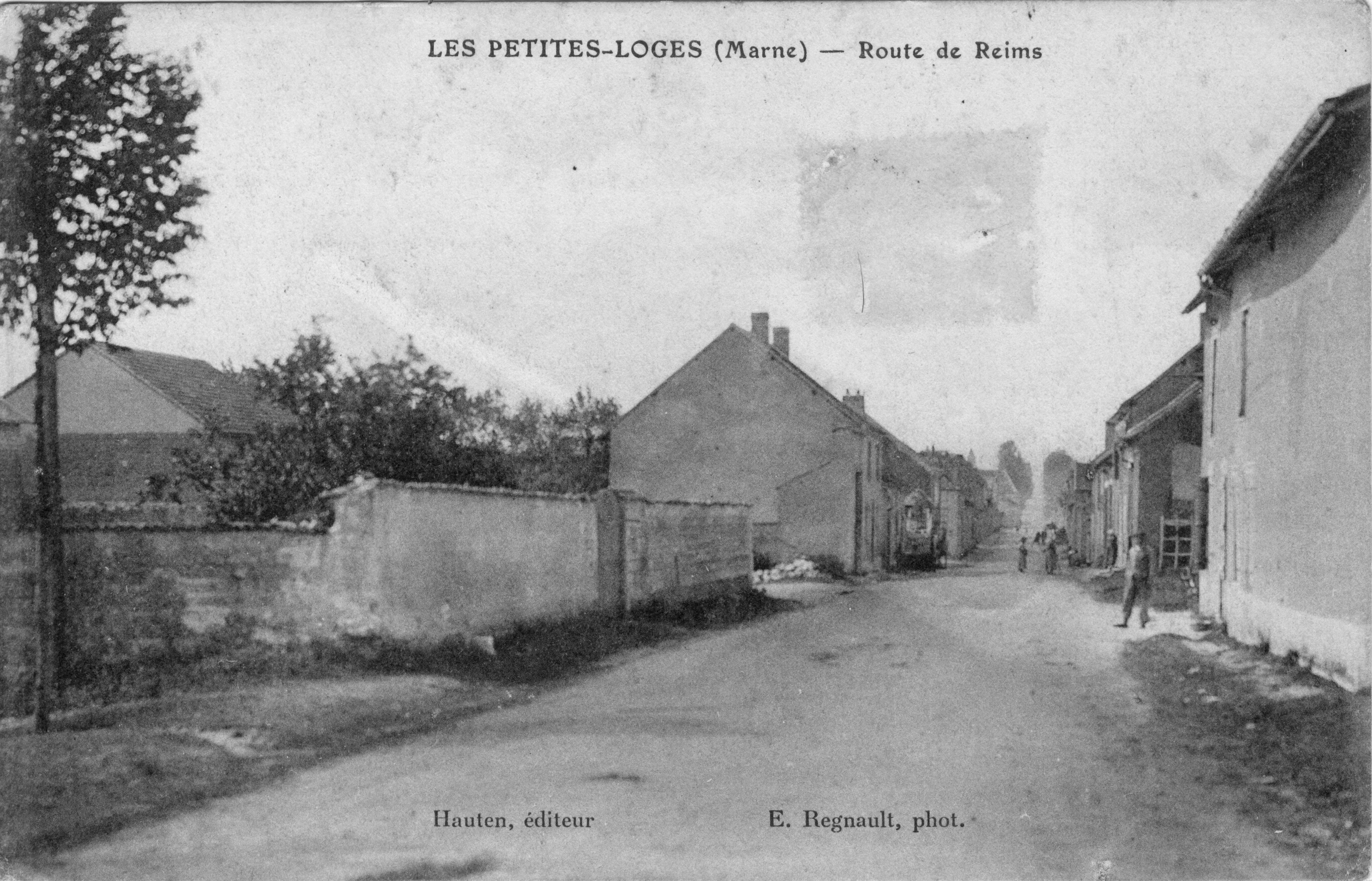
La route de Reims
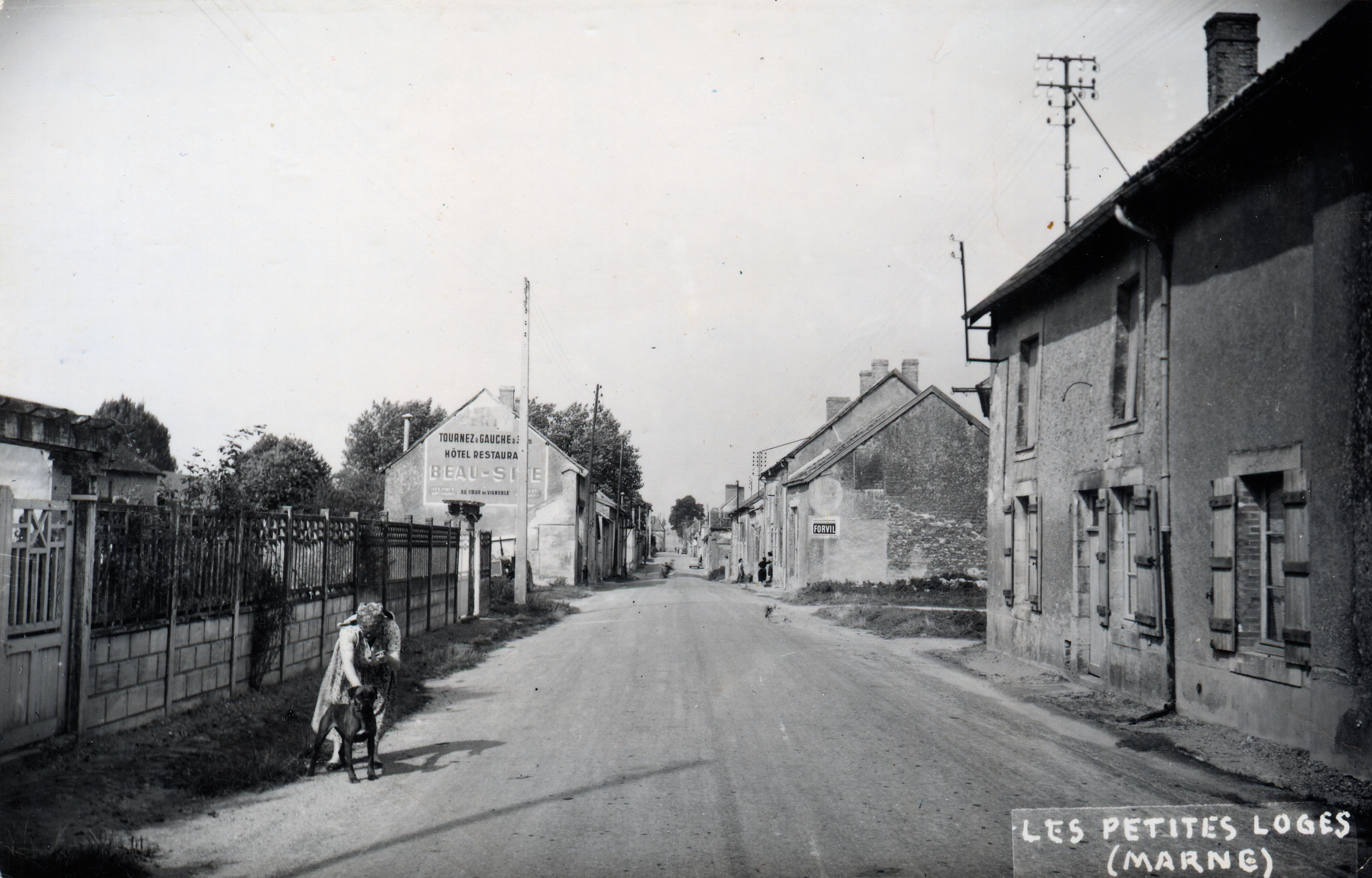
La Grande rue
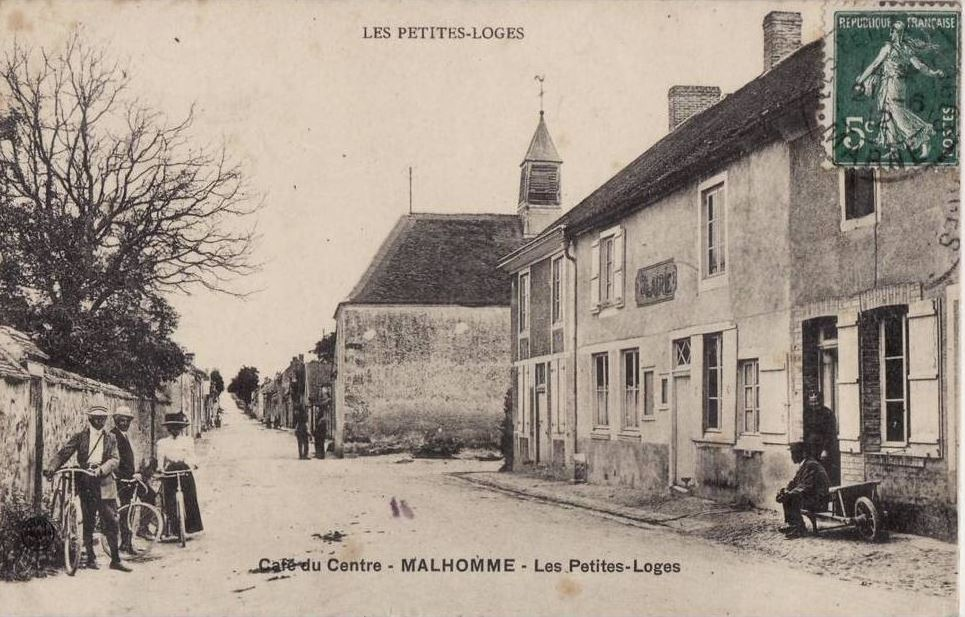
Café du Centre MALHOMME
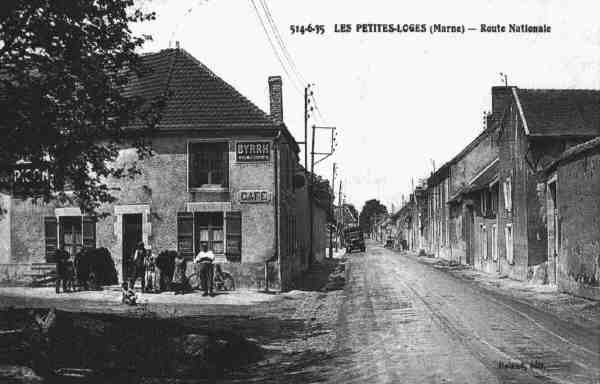
Route Nationale